# البطولات الأسترالاسية 1925 (كرة مضرب)
هنا قائمة بالبطولات الأسترالاسية لكرة المضرب, المعروفة الآن باسم أستراليا المفتوحة لسنة 1925:

## الكبار

### فردي رجال
جيمس أندرسون هزم  جيرالد باترسون 11-9 2-6 6-2 6-3

### فردي سيدات
دافني أكوروست هزم  إيسنا بويد 1-6, 8-6, 6-4